# يان دي فوس
يان دي فوس هو مؤرخ بلجيكي، ولد في 17 مارس 1936 في أنتويرب في بلجيكا، وتوفي في 24 يوليو 2011 في مدينة مكسيكو في المكسيك.